# モンゴメリー級防護巡洋艦
モンゴメリー級防護巡洋艦（モンゴメリーきゅうぼうごじゅんようかん、Montgomery class protected cruisers）は、アメリカ海軍が建造した防護巡洋艦の艦級。3隻が建造された。

## 同型艦
- モンゴメリー (USS Montgomery, C-9)
- デトロイト (USS Detroit, C-10)
- マーブルヘッド (USS Marblehead, C-11)